# Шон Макдермотт
Шон Макдермотт (англ. Sean McDermott, нар. 30 травня 1993, Крістіансанн) — ірландський футболіст, воротар норвезького клубу «Молде». Виступав також за низку норвезьких клубів.

## Клубна кар'єра
Шон Макдермотт народився 1993 року в норвезькому місті Крістіансанн, у ранньому віці з родиною повернувся до Ірландії. Пізніше Макдермотт повернувся до Норвегії, де розпочав займатися футболом у юнацькій команді клубу «Ваг», пізніше перейшов до футбольної школи лондонського «Арсенала». У 2012 році лондонський клуб віддав футболіста в оренду до іншого англійського клубу «Лідс Юнайтед», проте в ній ірландець не затримався, і за короткий час він став гравцем норвезького клубу «Саннес Ульф» вже на умовах постійного контракту, та грав у його складі до 2015 року.
У 2015 році ірландський воротар перейшов до іншого норвезького клубу «Старт» (Крістіансанн), однак у ньому не заграв, і вже за півроку перейшов до норвезького клубу «Улл-Кіса». На початку 2017 року Макдермотт став гравцем також норвезького клубу «Крістіансунн», де став основним голкіпером, та грав у його складі до кінця 2018 року. На початку 2019 року футболіст перейшов до румунського клубу «Динамо» (Бухарест), проте за короткий час повернувся до клубу «Крістіансунн», у якому цього разу грав до кінця 2023 року. З 2024 року Шон Макдермотт грає у складі норвезького клубу «Молде».

## Виступи за збірні
Хоча Шон Макдермотт народився в Норвегії, він мав ірландське походження, і в 2010 році він дебютував у складі юнацької збірної Ірландії, загалом на юнацькому рівні взяв участь у 7 іграх, пропустивши 2 голи.
Протягом 2013—2014 років Макдермотт грав у складі молодіжної збірної Ірландії. На молодіжному рівні зіграв у 6 офіційних матчах, пропустив 5 голів.